# Malacatos
Malacatos ist eine Ortschaft und eine Parroquia rural („ländliches Kirchspiel“) im Kanton Loja der ecuadorianischen Provinz Loja. Die Parroquia besitzt eine Fläche von 206,1 km². Beim Zensus 2010 wurden 7114 Einwohner gezählt.

## Lage
Die Parroquia Malacatos liegt in den Anden im Süden von Ecuador. Der Río Malacatos durchquert das Gebiet in westlicher Richtung und mündet in den in Richtung Nordnordwest fließenden Río Catamayo (im Oberlauf auch Río Piscobamba), der den Westen der Parroquia durchfließt. Entlang der östlichen Verwaltungsgrenze verläuft ein Gebirgskamm in Nord-Süd-Richtung. Der 1490 m hoch gelegene Ort Malacatos befindet sich 25 km südsüdwestlich der Provinzhauptstadt Loja an der Fernstraße E682 (Loja–Palanda).
Die Parroquia Malacatos grenzt im Osten an die Provinz Zamora Chinchipe mit der Parroquia Sabanilla und dem Municipio von Zamora, im Süden an die Parroquias San Pedro de Vilcabamba und Vilcabamba. im Westen an die Parroquias Quilanga und Purunuma sowie im Norden an die Parroquia El Tambo und dem Municipio Loja.

## Ökologie
Der Osten der Parroquia liegt im Nationalpark Podocarpus.

## Geschichte
Die Gründung der Parroquia Malacatos wurde am 19. August 1987 im Registro Oficial N° 752 bekannt gemacht und damit wirksam.